# Горчаков, Александр Дмитриевич
Алекса́ндр Дми́триевич Горчако́в (1782—1871) — полковник, командир Роты дворцовых гренадер.

## Биография
Происходил из крестьян Симбирской губернии, родился в 1782 году.
14 февраля 1804 года был взят рекрутом на военную службу и определён рядовым в 15-й егерский полк на Кавказе.
С 7 ноября 1806 года по 19 марта 1807 года Горчаков находился в походе против лезгин, а затем выступил на театр русско-турецкой войны и на протяжении кампании 1807 года был в сражениях: 25—26 марта при занятии русским рекогносцировочным отрядом Чёрной горы под Карсом и отступлении оттуда, 29 марта в бою с турецким авангардом на дороге от Ахалциха к Карсу и очищении её от неприятеля, 15 апреля при отражении неприятеля от селения Харахайского, 19 и 30 мая и 5 июня при отражении неприятеля от селения Гумры, 18 июня участвовал в сражении при Арпачае и селении Дигнис.
В кампании 1808 года Горчаков с 26 сентября сражался против персов и был в сражении и преследовании их до реки Аракса; 24 октября и 15 ноября в сражении за Араксом, где ранен в левую ногу выше колена на вылет; с 29 июля 1809 года он был в боях по Варновскому ущелью.
В 1810 году Горчаков находился в Грузии и 12—21 июня был в боях против имеретинских мятежников; с 1 ноября в следовании к Ахалцыху и в сражениях с турками — 17 и 18 ноября при горе Каябах, с 18 по 26 ноября при осаде Ахалцыха.
18 февраля 1812 года за отличия на Кавказе Горчаков был переведён в лейб-гвардии Егерский полк.
В Отечественную войну 1812 года Горчаков был в сражениях против французов под Смоленском, при Бородине, при селе Клементине, под Красным и деревней Доброй, откуда находился в преследовании неприятеля до города Вильно.
3 января 1813 года, перейдя Неман, Горчаков вступил в Прусские владения, где 20 апреля участвовал в сражениях при Люцене, Бауцене, под Пирной, Теплицем и при Кульме, за что был награждён знаком отличия военного ордена Св. Георгия под № 25542 и прусским Железным крестом.
1 января 1814 года, перейдя Рейн, Горчаков находился в сражениях во французских пределах и завершил своё участие в Наполеоновских войнах участием во взятии Парижа, 22 мая из Шербура проследовал морем в Россию.
2 сентября 1827 года Горчаков за выслугу лет был произведён в подпоручики с переводом в лейб-гвардии Гарнизонный батальон и 4 октября того же года зачислен в роту Дворцовых гренадер. 6 апреля 1856 года Горчаков был назначен командующим ротой Дворцовых гренадер и 6 декабря 1857 года утверждён в должности командира роты.
Александр Дмитриевич Горчаков скончался в Санкт-Петербурге 6 ноября 1871 года, похоронен на Георгиевском кладбище Большой Охты.

## Воинские чины
- Рядовой (14 февраля 1804)
- Унтер-офицер (22 марта 1819)
- Фельдфебель (1 января 1825)
- Подпоручик (2 сентября 1827, со старшинством от 22 августа 1827)
- Поручик (3 июля 1832)
- Штабс-капитан (31 августа 1839)
- Капитан (6 декабря 1843)
- Полковник (14 апреля 1850)

## Награды
Российские:
- Знак отличия Военного ордена (1813) № 25542
- Знак отличия ордена Св. Анны
- Орден Св. Анны 3-й ст. (7 апреля 1830)
- Орден Св. Станислава 4-й (3-й) ст. (29 августа 1834)
- Орден Св. Георгия 4-й ст. за 25 лет беспорочной службы (26 ноября 1853) (№ 9069 по кавалерскому списку Григоровича — Степанова)
- Орден Св. Станислава 2-й ст. (26 августа 1856)
- Орден Св. Владимира 4-й ст. за 35 лет беспорочной службы (22 сентября 1863)
- Орден Св. Анны 2-й ст. (19 апреля 1864)
- Знак отличия беспорочной службы за XL лет (22 августа 1869)
- Серебряная медаль «В память Отечественной войны 1812 года»
- Медаль «За взятие Парижа 19 марта 1814 года»
- Светло-бронзовая медаль «В память войны 1853—1856»

Иностранные:
- Шведская серебряная медаль För tapperhet i fält[швед.] (За храбрость на суше)
- Прусский Знак отличия Железного креста (Кульмский крест) (1816)
- Прусский орден Красного орла 3-й ст. (1842)

## В живописи
Александр Дмитриевич Горчаков изображён на нескольких картинах, посвящённых дворцовым гренадерам: на картине Г. Г. Чернецова «Перспективный вид Военной галереи 1812 года в Зимнем дворце» (1829, Государственный Эрмитаж, инв. № ЭРЖ-2433) он изображён на переднем плане справа; на картине А. И. Ладюрнера «Часть Белого (Гербового) зала в Зимнем дворце» (1838, Государственный Эрмитаж, инв. № ЭРЖ-2436) — в центральной группе офицеров вторым слева; а на картине К. К. Пиратского «Вид Военной галереи 1812 года в Зимнем дворце (Рота дворцовых гренадер)» (ок 1862, частное собрание) — на переднем плане третьим справа, будучи уже командиром роты. Кроме того, полковник Горчаков был изображён на картине А. И. Гебенса 1861 года, современное местонахождение которой неизвестно.

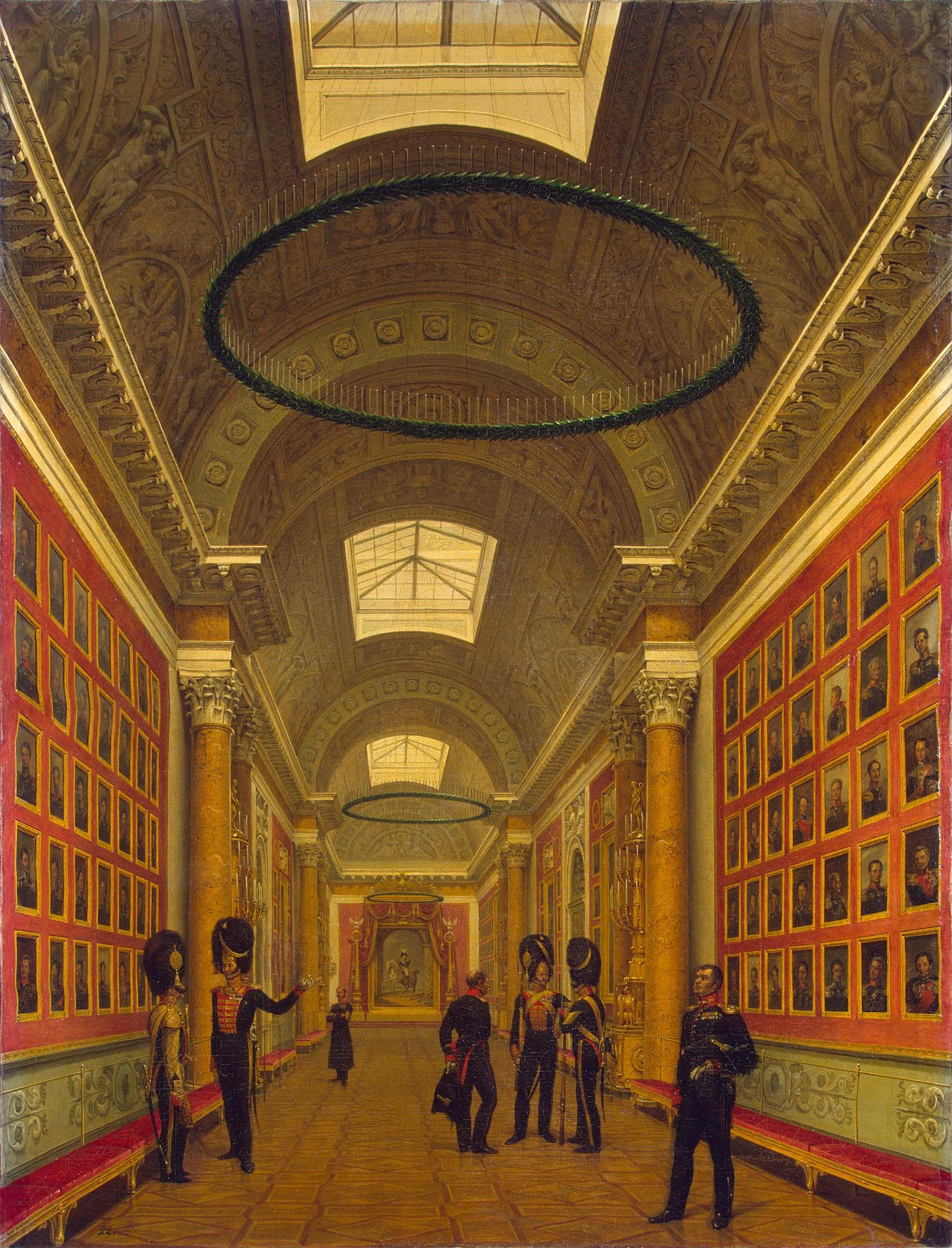
Г. Г. Чернецов, Перспективный вид Военной галереи 1812 года в Зимнем дворце, 1829.
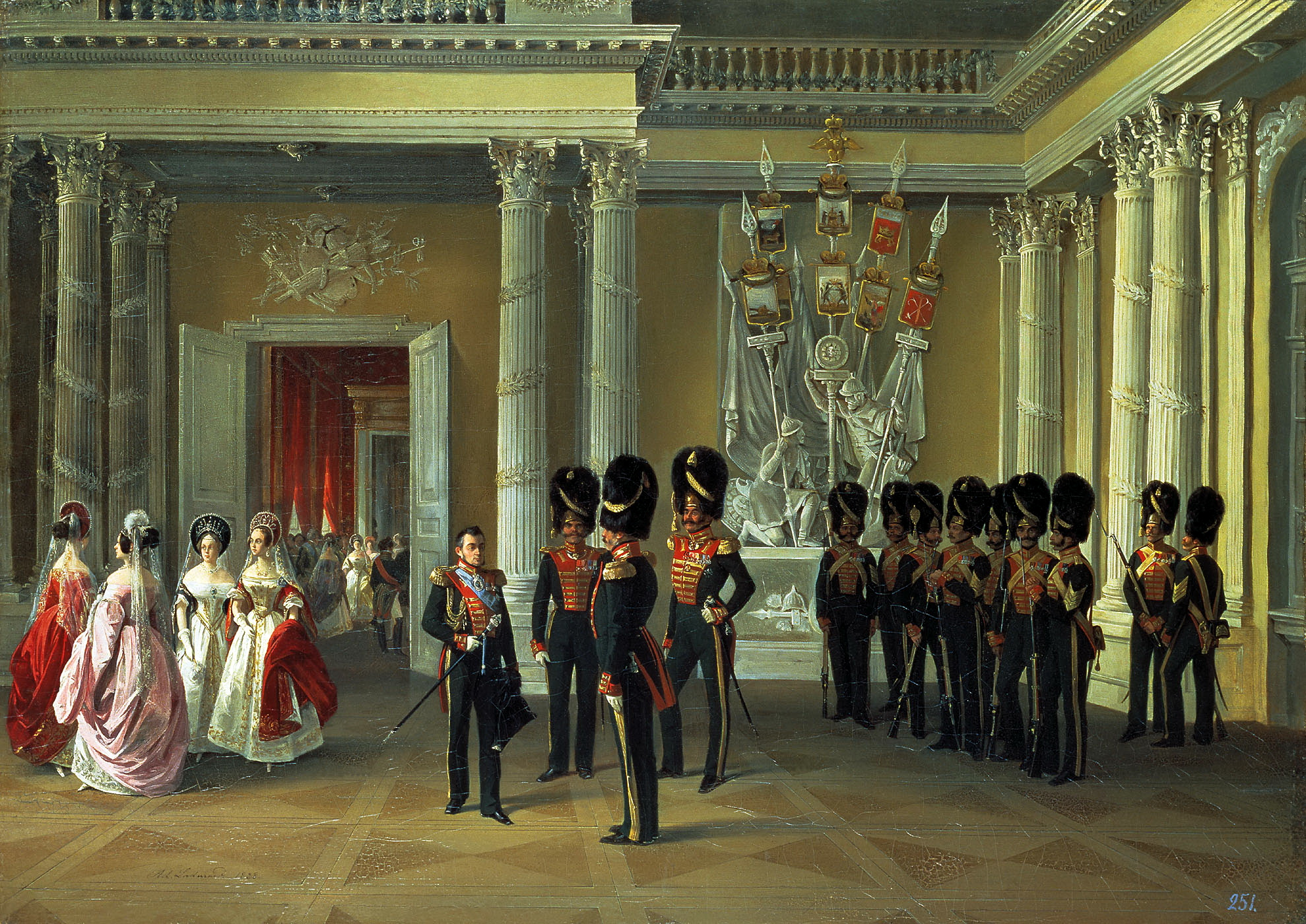
А. И. Ладюрнер, Часть Белого (Гербового) зала в Зимнем дворце. 1838.
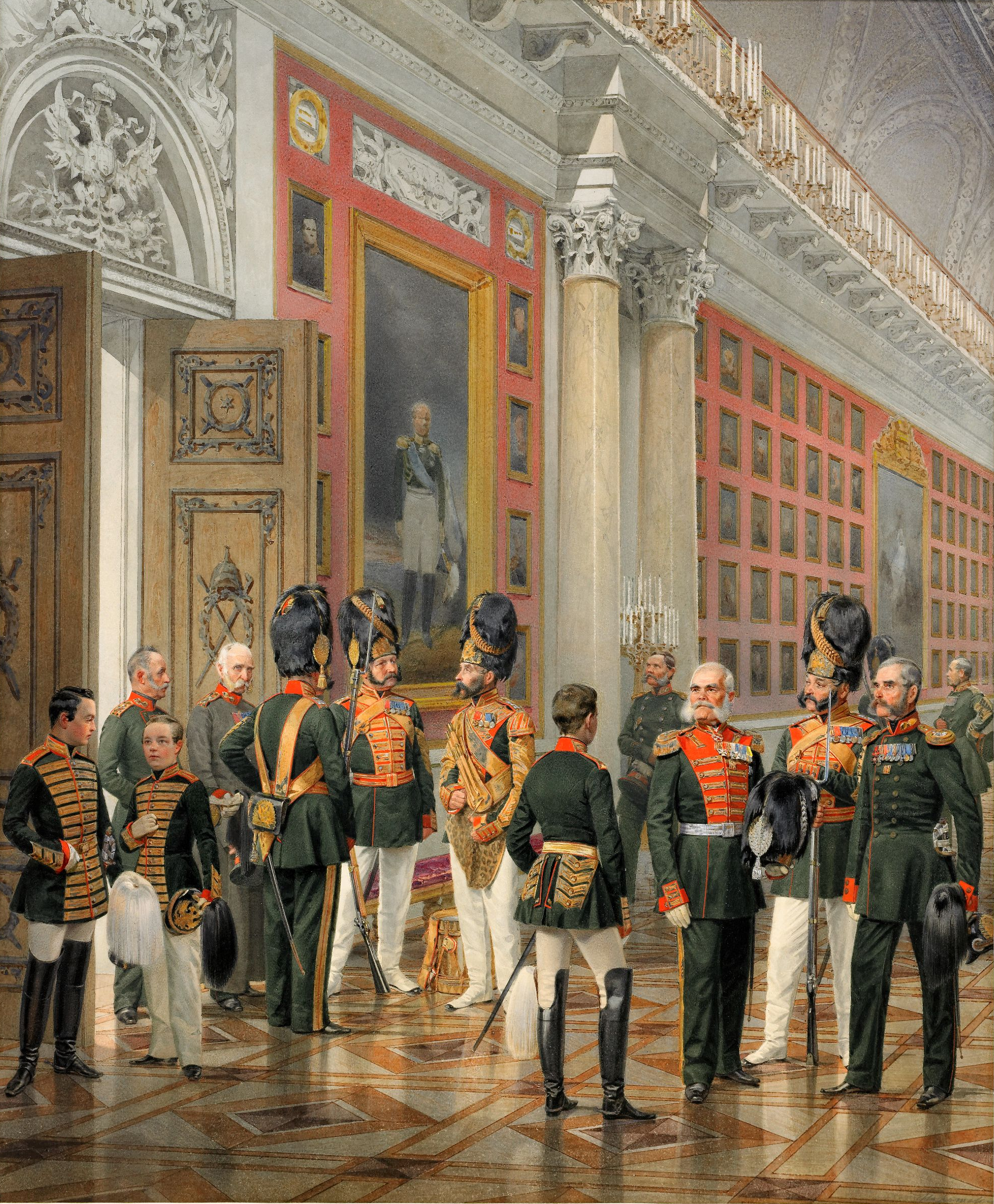
К. К. Пиратский, Вид галереи 1812 г. в Зимнем дворце (Рота дворцовых гренадер), ок. 1862.